# Szojuz–17
A Szojuz–17 (oroszul: Союз–17) kétszemélyes Szojuz 7K–T típusú űrhajó. Ez szállította a Szaljut–4 űrállomásra az első személyzetet.

## Küldetés
Feladata volt a továbbfejlesztett űrállomás berepülése, csillagászati, orvosi, légkörkutatási, földmegfigyelési, navigációs és biológiai feladatok végrehajtása. A program befejezését követően ellenőrizték a szállító űrhajó működőképességét, majd átpakolták a kísérleti anyagokat, feljegyzéseket.

## Jellemzői
A CKBEM vállalat által kifejlesztett és épített Szojuz 7K–T típusú űrhajó.
1975. január 11-én a bajkonuri űrrepülőtér indítóállomásról egy Szojuz–U (11А511U) hordozórakéta juttatta alacsony Föld körüli pályára. Az orbitális egység pályája 88,8 perces, 51,6 fokos hajlásszögű, elliptikus pálya-perigeuma 185 kilométer, apogeuma 249 km volt. Tömege 6800 kilogramm. Összesen 29 napot, 13 órát, 19 percet és 45 másodpercet töltött a világűrben. Összesen 479 alkalommal kerülte meg a Földet.
Az automatikus megközelítést követően (100 méter) bekapcsolták a külső televízió-kamerákat, és Gubarjev kézi vezérlésre tért át. A hermetikusság és az űrállomás mikroklímájának ellenőrzése után megtörtént az átszállás.
Február 10-én belépett a légkörbe, a leszállás hagyományos módon, ejtőernyővel történt. Az űrhajó visszatérő egysége Celinográdtól (ma: Asztana) 110 km-re északkeletre ért Földet. Az űrhajósok szervezetének teljes readaptációjához egy hétre volt szükség.

## Személyzet
- Alekszej Gubarjev űrhajós parancsnok
- Georgij Grecsko fedélzeti mérnök

## Tartalék személyzet
- Vaszilij Grigorjevics Lazarev űrhajós parancsnok
- Oleg Grigorjevics Makarov fedélzeti mérnök

## Mentőszemélyzet
- Pjotr Iljics Klimukűrhajós  parancsnok
- Vitalij Ivanovics Szevasztyjanov fedélzeti mérnök

## Külső hivatkozások
- Szojuz–17. lib.cas.cz. [2013. október 13-i dátummal az eredetiből archiválva]. (Hozzáférés: 2013. március 13.)
- Szojuz–17. energia.ru. [2020. október 1-i dátummal az eredetiből archiválva]. (Hozzáférés: 2013. március 13.)
- Szojuz–17. spacefacts.de. (Hozzáférés: 2013. március 13.)
- Szojuz–17. kursknet.ru. [2011. december 23-i dátummal az eredetiből archiválva]. (Hozzáférés: 2013. március 13.)
- Szojuz–17. astronautix.com. (Hozzáférés: 2013. március 13.)
- Szojuz–17. zarya.info. [2019. április 14-i dátummal az eredetiből archiválva]. (Hozzáférés: 2013. március 13.)

| Elődje: Szojuz–16 | Szojuz-program 1967–1981 | Utódja: Szojuz–18 |